# Seznam loveckých hrádků a zámečků v Česku
Seznam všech loveckých hrádků a zámečků v Česku seřazených podle krajů:

## Praha
| Zámek                                         | Obrázek | Městská část | Městská čtvrť | Adresa             | Lokace           | Sloh               |
| --------------------------------------------- | ------- | ------------ | ------------- | ------------------ | ---------------- | ------------------ |
| Hvězda                                        |         | Praha 6      | Liboc         | Obora Hvězda 445   | Obora Hvězda     | renesance          |
| Královská dvorana (Dolní letohrádek)          |         | Praha 7      | Bubeneč       | Královská obora 20 | Královská obora  | baroko             |
| Letohrádek Kinských (Musaion)                 |         | Praha 5      | Smíchov       | Petřínské sady 98  | Kinského zahrada | pozdní klasicismus |
| Místodržitelský letohrádek (Horní letohrádek) |         | Praha 7      | Bubeneč       | Královská obora 56 | Královská obora  | pozdní gotika      |

## Středočeský kraj
| Zámek/hrádek               | Obrázek | Okres          | Obec                 | Adresa         | Lokace                                                                                    | Sloh                    |
| -------------------------- | ------- | -------------- | -------------------- | -------------- | ----------------------------------------------------------------------------------------- | ----------------------- |
| Lovecký zámeček Bažantnice |         | Mladá Boleslav | Loukov               | Loukov 37      | u PR Bažantnice u Loukova mezi Loukovem a Svijany                                         | klasicismus             |
| Belvín                     |         | Mladá Boleslav | Žďár                 | Žehrov 25      | obora Žehrov                                                                              |                         |
| Bon Repos                  |         | Nymburk        | Stará Lysá           | Čihadla 1      | les Raštice                                                                               | baroko                  |
| Dřevíč                     |         | Rakovník       | Sýkořice             | Sýkořice 198   | u silnice II/116 mezi Nižborem a Lány                                                     | baroko                  |
| Horní Požáry               |         | Benešov        | Krhanice             |                | Hornopožárský les                                                                         |                         |
| Hlavenec                   |         | Praha-východ   | Hlavenec             | Hlavenec 58    |                                                                                           |                         |
| Jinčov                     |         | Kladno         | Běleč                |                | nad údolím Vůznice mezi Bělčí a zámečkem Dřevíč                                           | gotika                  |
| Jivno                      |         | Kladno         | Lány                 |                | nad VN Klíčava v Lánské oboře                                                             | gotika                  |
| Králův Dvůr                |         | Beroun         | Králův Dvůr          | Králův Dvůr 1  |                                                                                           | renesance               |
| Leontýnský zámek           |         | Rakovník       | Roztoky u Křivoklátu | Roztoky 52     | u silnice II/236 mezi Roztokami a Karlovem                                                | anglická novogotika     |
| Maníkovice                 |         | Mladá Boleslav | Maníkovice           | Maníkovice 1   |                                                                                           | baroko                  |
| Morány                     |         | Kutná Hora     | Čestín               | Morány 1       |                                                                                           |                         |
| Neugebau                   |         | Nymburk        | Kněžičky             | Kněžičky 33    | nad Žehuňským rybníkem                                                                    | švýcarská novorenesance |
| Opatovice                  |         | Kolín          | Opatovice            | Opatovice 36   | na okraji Opatovické obory                                                                | empír                   |
| Plaveč                     |         | Rakovník       | Drahouš              |                | v kaštanové aleji u dvora Plaveč při žluté turistické cestě z Jesenice na Svatého Huberta | baroko                  |
| Radechov                   |         | Mladá Boleslav | Dolní Krupá          | Dolní Krupá 75 | pod vrchem Radechov mezi Dolní Krupou a Vrchbělou                                         |                         |
| Zámeček Roželov            |         | Příbram        | Hvožďany             | Roželov 19     | při červené turistické značce mezi Třemšínem a Mýty                                       | klasicismus, secese     |
| Svatý Hubert               |         | Rakovník       | Drahouš              |                | v osadě Svatý Hubert                                                                      | baroko                  |
| Toskánka                   |         | Kladno         | Braškov              | Pražská 1      | v osadě Toskánka u Pleteného Újezda                                                       |                         |
| Vacíkov                    |         | Příbram        | Vacíkov              | Vacíkov 59     | samota při zelené turistické značce mezi Vacíkovem a Třemšínem                            |                         |
| Vlkov nad Lesy             |         | Nymburk        | Vlkov nad Lesy       | U Zámku 1      |                                                                                           | baroko                  |

## Jihočeský kraj
| Zámek            | Obrázek | Okres             | Obec                 | Adresa                  | Lokace | Sloh        |
| ---------------- | ------- | ----------------- | -------------------- | ----------------------- | --- | ----------- |
| Černice          |         | Tábor             | Sudoměřice u Bechyně | Sudoměřice u Bechyně 44 | v osadě Černice mezi golfovým areálem a PP Černická obora                                                                          | baroko      |
| Červený Dvůr     |         | Český Krumlov     | Chvalšiny            | Červený Dvůr 1          | nedaleko silnice II/166 mezi Chvalšinami a Křenovem                                                                                | baroko      |
| Jemčina          |         | Jindřichův Hradec | Hatín                | Jemčina 1               | v osadě mezi Hatínem a Novosedly nad Nežárkou                                                                                      |             |
| Južov            |         | Strakonice        | Buzice               |                         | nedaleko zelené turistické značky mezi Lacinou a Škvořeticemi                                                                      |             |
| Karlov u Čimelic |         | Písek             | Smetanova Lhota      | Karlov 1                | v osadě při modré turistické značce mezi Smetanovou Lhotou a Ostrovcem                                                             | baroko      |
| Kratochvíle      |         | Prachatice        | Netolice             | Petrův Dvůr 5           | v osadě při silnici II/145 mezi Netolicemi a Oborou                                                                                | renesance   |
| Lomec            |         | Strakonice        | Libějovice           | Nestanice 52            | v osadě u poutního místa Lomec při modré turistické značce mezi Libějovicemi a Krtely                                              |             |
| Nová Huť         |         | Jindřichův Hradec | Chlum u Třeboně      | Chlum u Třeboně 29      | v lesích při červené turistické značce mezi Chlumem u Třeboně a Františkovem                                                       |             |
| Ohrada           |         | České Budějovice  | Hluboká nad Vltavou  | Ohrada 17               | vedle ZOO Hluboká mezi Munickým rybníkem a rybníkem Velký Zvolenov                                                                 | baroko      |
| Staré Hobzí      |         | Jindřichův Hradec | Staré Hobzí          | Staré Hobzí 105         | v osadě při Moravské Dyji, na okraji PP Moravská Dyje mezi Starým Hobzím a Janovem                                                 | klasicismus |
| Svatý Tomáš      |         | Český Krumlov     | Přední Výtoň         | Svatý Tomáš 121         | v osadě při žluté turistické značce mezi Pasečnou a Frýdavou a červené turistické značce mezi Přední Výtoní a hradem Vítkův hrádek | švýcarský   |
| Tyrolský dům     |         | Písek             | Květov               | Květov 30               | v Rukávečské (Květovské) oboře | tyrolský    |
| Zátoň            |         | Prachatice        | Lenora               | Zátoň 1                 | |             |
| Zběšičky         |         | Písek             | Zběšičky             | Zběšičky 23             | |             |

## Plzeňský kraj
| Zámek/hrádek                         | Obrázek | Okres       | Obec                | Adresa               | Lokace | Sloh           |
| ------------------------------------ | ------- | ----------- | ------------------- | -------------------- | --- | -------------- |
| Angerbach                            |         | Plzeň-sever | Kožlany             |                      | nad rybníkem Vožehák a při trase NS Kožlany                                                                                                  |                |
| Annaburg                             |         | Domažlice   | Horšovský Týn       | Horšov               | v bývalé Horšovské oboře mezi Horšovem, Novou Vsí a Polžicemi                                                                                | baroko         |
| Daňkov                               |         | Tachov      | Konstantinovy Lázně | Okrouhlé Hradiště 32 | v osadě při žluté turistické značce mezi Okrouhlým Hradištěm a hradem Gutštejn                                                               |                |
| Diana                                |         | Tachov      | Rozvadov            | Diana 1              | v osadě nedaleko hranic s Německem na trase Kolowratovy naučné stezky mezi Svatou Kateřinou a Rybničnou                                      | baroko         |
| Dianin Dvůr                          |         | Domažlice   | Rybník              |                      | v zaniklé osadě při cyklotrase EV13 mezi zaniklou Lučinou (Grafenried) a německým Schwarzachem a při cyklotrase 36 mezi Novosedly a Rybníkem |                |
| Kořen (nový zámek)                   |         | Tachov      | Olbramov            | Kořen 60             | | neoklasicismus |
| Kozel                                |         | Plzeň-město | Šťáhlavy            | Šťáhlavy 67          | nad Lopatským rybníkem a Úslavou na trase NS Okolo Kozlu                                                                                     | novorenesance  |
| Loreta                               |         | Klatovy     | Týnec               | Loreta 1             | | barokní        |
| Nový Haimhausen (Broumovský zámeček) |         | Tachov      | Broumov             | Broumov 60           | v bývalé osadě Nový Haimhausen v údolí Hamerského potoka                                                                                     | romantismus    |
| Ostrůvek                             |         | Tachov      | Lesná               | Stará Knížecí Huť 5  | v osadě při zelené turistické značce mezi Lesnou a zbytky hradu Šelmberk                                                                     |                |
| Tři Trubky                           |         | Rokycany    | Strašice            | Strašice 700         | v bývalém VVP Brdy a dnes CHKO Brdy při modré turistické značce od Strašic a žluté značky na Dobřív                                          | romantismus    |
| Walddorf                             |         | Domažlice   | Bělá nad Radbuzou   | Karlova Huť          | nedaleko zaniklé osady Walddorf při cyklotrase 37 mezi Karlovou Hutí a Železnou Hutí a při cyklotrase 2230 mezi Pleší a Železnou             |                |
| Záluží                               |         | Klatovy     | Nezdice na Šumavě   | Pohorsko 63          | při cyklotrase 1144 mezi Pohorskem a Žlíbkem                                                                                                 |                |

## Karlovarský kraj
| Zámek        | Obrázek | Okres        | Obec            | Adresa             | Lokace                                                       | Sloh       |
| ------------ | ------- | ------------ | --------------- | ------------------ | ------------------------------------------------------------ | ---------- |
| Berchembogen |         | Cheb         | Trstěnice       | Trstěnice 84       | v lese mezi Trstěnicemi a Chodovou Planou                    | novogotika |
| Favorit      |         | Sokolov      | Šindelová       | Šindelová 54       | při modré turistické značce mezi Javořinou a Jindřichovicemi | novobaroko |
| Kladská      |         | Cheb         | Mariánské Lázně | Kladská 9          |                                                              | švýcarský  |
| Mořičov      |         | Karlovy Vary | Ostrov          | Mořičov            | v lese při žluté turistické značce mezi Ostrovem a Radošovem |            |
| Zámecká věž  |         | Karlovy Vary | Karlovy Vary    | Zámecký vrch 431/2 |                                                              |            |

## Ústecký kraj
| Zámek          | Obrázek | Okres    | Obec              | Adresa            | Lokace                                                        | Sloh              |
| -------------- | ------- | -------- | ----------------- | ----------------- | ------------------------------------------------------------- | ----------------- |
| Dvojhradí      |         | Teplice  | Mstišov           | Dvojhradí 314     | na okraji obory Mstišov                                       |                   |
| Kalek          |         | Chomutov | Kalek             | Kalek 1           | mezi silnicí na Boleboř a potokem Lužnicí                     |                   |
| Košťany        |         | Teplice  | Košťany           | Lidická 60        |                                                               | alpská novogotika |
| Kristin Hrádek |         | Děčín    | Děčín             | Maxičky 21        | v lese u hranic s Německem                                    |                   |
| Lichtenwald    |         | Most     | Český Jiřetín     | Český Jiřetín 91  | v lese mezi VN Fláje, Českým Jiřetínem a hranicemi s Německem | baroko            |
| Lniště         |         | Most     | Nová Ves v Horách | Mikulovice 45     | v lese mezi Mikulovicemi a Jezeřím                            |                   |
| Lužec          |         | Louny    | Vroutek           | Lužec 1           |                                                               | romantismus       |
| Osek           |         | Teplice  | Osek              | Tyršova 21        |                                                               | novogotika        |
| Podmokly       |         | Děčín    | Děčín             | Čsl. mládeže 1/31 |                                                               | baroko            |
| Rynartice      |         | Děčín    | Jetřichovice      | Rynartice 44      |                                                               |                   |
| Tuchlov        |         | Teplice  | Ohníč             | Pňovičky          | mezi Pňovičkami a silnicí I/13                                | empír             |

## Liberecký kraj
| Zámek                    | Obrázek | Okres              | Obec                  | Adresa                   | Lokace                                                          | Sloh        |
| ------------------------ | ------- | ------------------ | --------------------- | ------------------------ | --------------------------------------------------------------- | ----------- |
| Bredovský letohrádek     |         | Liberec            | Jablonné v Podještědí | Lvová 2                  | pod zámkem Lemberk, při zelené turistické značce na Markvartice | klasicismus |
| Česká Lípa (Červený dům) |         | Česká Lípa         | Česká Lípa            | U Vodního hradu 57/27    |                                                                 | renesance   |
| Jablonné v Podještědí    |         | Liberec            | Jablonné v Podještědí | Zdislavy z Lemberka 335  |                                                                 | rokoko      |
| Lomnice nad Popelkou     |         | Semily             | Lomnice nad Popelkou  | Lomnice nad Popelkou 351 | při žluté turistické značce mezi Lomnicí nad Popelkou a Kyjemi  | romantismus |
| Nová Louka               |         | Jablonec nad Nisou | Bedřichov             | Bedřichov 48             | v Jizerských horách, mezi VN Bedřichov a Blatným rybníkem       |             |
| Zahrádecký letohrádek    |         | Česká Lípa         | Holany                |                          | v lese Bažantnice mezi Zahrádkami, Holany, Šváby a Borkem       | romantismus |

## Královéhradecký kraj
| Zámek               | Obrázek | Okres               | Obec                | Adresa              | Lokace | Sloh       |
| ------------------- | ------- | ------------------- | ------------------- | ------------------- | --- | ---------- |
| Bolehošťská Lhota   |         | Rychnov nad Kněžnou | Bolehošťská Lhota   | Bolehošťská Lhota 1 | | baroko     |
| Doudleby nad Orlicí |         | Rychnov nad Kněžnou | Doudleby nad Orlicí | Rudé armády 1       | | baroko     |
| Fořt                |         | Trutnov             | Černý Důl           | Fořt 1              | | baroko     |
| Hájek               |         | Rychnov nad Kněžnou | Polom               | Hájek 58            | v osadě při zelené turistické značce mezi Polomí a Malou Skrovnicí                                                                                    | baroko     |
| Humprecht           |         | Jičín               | Sobotka             | Sobotka 363         | v lese nad Sobotkou, směrem na Vesec u Sobotky | manýrismus |
| Ostružno            |         | Jičín               | Ohařice             | Ohařice 37          | v osadě U Svaté Trojice nedaleko žluté turistické značky mezi Ostružnem a Podhradím                                                                   |            |
| Pádolí u Uhřínova   |         | Rychnov nad Kněžnou | Liberk              | Uhřínov 39          | v téměř zaniklé osadě Pádolí při žluté turistické značce mezi rozcestím Nad Sv. Matoušem a Zdobnicí a zelené značce mezi Luisiným údolím a Lukavicemi |            |
| Ratibořice          |         | Náchod              | Česká Skalice       | Ratibořice 19       | při červené turistické značce mezi zámkem Ratibořice a Českou Skalicí                                                                                 | empír      |

## Pardubický kraj
| Zámek                               | Obrázek | Okres           | Obec            | Adresa               | Lokace                                                                                          | Sloh        |
| ----------------------------------- | ------- | --------------- | --------------- | -------------------- | ----------------------------------------------------------------------------------------------- | ----------- |
| Čachnov                             |         | Chrudim         | Krouna          | Čachnov 1            |                                                                                                 | baroko      |
| Helvíkovice                         |         | Ústí nad Orlicí | Helvíkovice     | Helvíkovice 92       | mezi Helvíkovicemi a Helvíkovickým rybníkem                                                     | empír       |
| Karlštejn                           |         | Chrudim         | Svratouch       | Karlštejn 1          |                                                                                                 | rokoko      |
| Koclířov                            |         | Svitavy         | Koclířov        | Koclířov 205         |                                                                                                 |             |
| Lipka                               |         | Chrudim         | Horní Bradlo    | Lipka 1              |                                                                                                 |             |
| Litice nad Orlicí                   |         | Ústí nad Orlicí | Záchlumí        | Litice nad Orlicí 39 |                                                                                                 | empír       |
| Mendryka                            |         | Svitavy         | Janov           | Mendryka 1           |                                                                                                 | baroko      |
| Neulust                             |         | Pardubice       | Uhersko         |                      | při silnici mezi Trusnovem a Uherskem a zelené turistické značce mezi Horním Jelením a Uherskem | rokoko      |
| Ráby                                |         | Pardubice       | Ráby            | Ráby 22              |                                                                                                 | klasicismus |
| Ráby (zámeček pod Kunětickou horou) |         | Pardubice       | Ráby            | Ráby 38              | pod hradem Kunětická hora                                                                       | baroko      |
| Rohozná                             |         | Chrudim         | Trhová Kamenice | Rohozná 1            |                                                                                                 |             |
| Rohoznice                           |         | Pardubice       | Rohoznice       | Rohoznice 46         | v lese nedaleko Klechtáveckého rybníka mezi Rohoznicí a dálnicí D11                             | novogotika  |

## Kraj Vysočina
| Zámek                | Obrázek | Okres            | Obec                  | Adresa                   | Lokace | Sloh        |
| -------------------- | ------- | ---------------- | --------------------- | ------------------------ | --- | ----------- |
| Aleje                |         | Jihlava          | Brtnice               | Jestřebí 53              | v lese mezi obcemi Kněžice a Stonařov | empír       |
| Dalečín              |         | Žďár nad Sázavou | Dalečín               | Dalečín 30               | | tyrolský    |
| Chaloupky            |         | Jihlava          | Kněžice               | Kněžice 109              | na okraji lesa u Nové Brtnice | renesance   |
| Kněževes nad Oslavou |         | Žďár nad Sázavou | Kněževes              | Kněževes 2               | |             |
| Rochňovec            |         | Havlíčkův Brod   | Chotěboř              | Chotěboř 488             | v lese u rybníka Stavenov mezi Hranicemi a Chotěboří                                                                                        |             |
| Roštejn              |         | Jihlava          | Doupě                 | Doupě 1                  | u Roštejnské obory, při žluté turistické značce mezi Růženou a Doupětem                                                                     | renesance   |
| Rytířsko             |         | Jihlava          | Jamné                 | Jamné 156                | v osadě při silnici II/353 mezi Jamném a Velkým Beranovem                                                                                   |             |
| Vlčí kopec           |         | Třebíč           | Kladeruby nad Oslavou | Kladeruby nad Oslavou 65 | v lese nad řekou Oslavou při zelené turistické značce mezi Sedleckým hradem a Skřipinou a modré značce mezi Březníkem a Mohelnem            | empír       |
| Zahradiště           |         | Žďár nad Sázavou | Radostín nad Oslavou  | Zahradiště 1             | | klasicismus |
| Zátiší               |         | Třebíč           | Svatoslav             | Svatoslav 40             | při silnici mezi Radošovem a Svatoslaví a při modré turistické značce mezi Horní Radslavicí a Kouty a žluté značce mezi Brodkem a Čechtínem |             |

## Jihomoravský kraj
| Zámek                   | Obrázek | Okres       | Obec                        | Adresa               | Lokace                                                                                              | Sloh        |
| ----------------------- | ------- | ----------- | --------------------------- | -------------------- | --------------------------------------------------------------------------------------------------- | ----------- |
| Adamov                  |         | Blansko     | Adamov                      | Adamov 104           | | empír       |
| Allein                  |         | Znojmo      | Božice                      | Božice 338           | samota mezi Lechovicemi, Boroticemi a Božicemi                                                      | švýcarský   |
| Apollónův chrám         |         | Břeclav     | Břeclav-Charvátská Nová Ves | Nový dvůr 196        | na břehu Mlýnského rybníka, při žluté turistické značce směrem na Rybniční zámeček                  | empír       |
| Belvedér                |         | Břeclav     | Valtice                     | P. Bezruče 359       | kousek od silnice II/422 z Lednice na Valtice                                                       | empír       |
| Braitava                |         | Znojmo      | Vranov nad Dyjí             |                      | v NP Podyjí pod Býčí horou na hranicích s Rakouskem                                                 | baroko      |
| Dianin chrám            |         | Břeclav     | Valtice                     | Rendez-vous 361      | v lese při modré turistické značce na Boří Dvůr a červené značce mezi Valticemi a kaplí sv. Huberta | empír       |
| Ferdinandsko            |         | Vyškov      | Březina                     | Březina 1            | ve VVP Březina                                                                                      | baroko      |
| Hraniční zámek          |         | Břeclav     | Hlohovec                    | Hlohovec 16          | | klasicismus |
| Janův hrad              |         | Břeclav     | Podivín                     | Janův hrad 348       | na břehu Staré Dyje při zelené turistické značce mezi Břeclaví a Lednicí                            | romantismus |
| Jevišovice (nový zámek) |         | Znojmo      | Jevišovice                  | Jevišovice 104       | |             |
| Lány                    |         | Břeclav     | Břeclav                     | Pohansko 1056        | v oboře Soutok na konci NS Pohansko                                                                 | empír       |
| Leopoldsruhe            |         | Brno-venkov | Pohořelice                  | Velký Dvůr 134       | mezi silnicí I/52 a Starým rybníkem                                                                 | baroko      |
| Lesní Hluboké           |         | Brno-venkov | Lesní Hluboké               | Lesní Hluboké 53     | | baroko      |
| Lhota Rapotina          |         | Blansko     | Lhota Rapotina              | Lhota Rapotina 53    | v oboře Rovná                                                                                       | empír       |
| Lovecký zámeček         |         | Břeclav     | Lednice                     | Slovácká 436         | při žluté turistické značce mezi Podivínem a Lednicí                                                | klasicismus |
| Lusthaus                |         | Znojmo      | Horní Břečkov               | Čížov                | v NP Podyjí při žluté turistické značce mezi Lesnou a ledovou slují                                 | klasicismus |
| Pohansko                |         | Břeclav     | Břeclav                     | Pohansko 206         | v oboře Soutok při NS Pohansko a zelené turistické značce mezi Břeclaví a Bořím lesem               | empír       |
| Rybniční zámeček        |         | Břeclav     | Lednice                     | Rybniční zámeček 437 | nad Prostředním rybníkem při žluté turistické značce mezi Apollonovým chrámem a Hlohovcem           | klasicismus |
| Sedlec                  |         | Břeclav     | Mikulov                     | U Mlýna 1199/1       | na bývalém ostrově (dnes poloostrově) Nového rybníka                                                | baroko      |
| Troyerstein             |         | Vyškov      | Vyškov                      | Rychtářov 1          | | baroko      |

## Olomoucký kraj
| Zámek                | Obrázek | Okres   | Obec            | Adresa            | Lokace                                                        | Sloh            |
| -------------------- | ------- | ------- | --------------- | ----------------- | ------------------------------------------------------------- | --------------- |
| Lhotsko              |         | Přerov  | Radkova Lhota   | Radkova Lhota 16  | v osadě při silnici II/437 mezi Oprostovicemi a Blazicemi     | novoklasicismus |
| Nové Valteřice       |         | Olomouc | Moravský Beroun | Nové Valteřice 76 | v osadě Zámeček při silnici mezi Roudnem a Novými Valteřicemi |                 |
| Nové Zámky u Litovle |         | Olomouc | Mladeč          | Nové Zámky 2      | v CHKO Litovelské Pomoraví při silnici mezi Litovlí a Mladčí  | klasicismus     |

## Moravskoslezský kraj
| Zámek                         | Obrázek | Okres         | Obec                | Adresa              | Lokace                                                               | Sloh        |
| ----------------------------- | ------- | ------------- | ------------------- | ------------------- | -------------------------------------------------------------------- | ----------- |
| Bartošovice                   |         | Nový Jičín    | Bartošovice         | Bartošovice 146     |                                                                      | baroko      |
| Bílá                          |         | Frýdek-Místek | Bílá                | Bílá 112            |                                                                      |             |
| Gabrielina chata              |         | Frýdek-Místek | Ostravice           |                     | v NPR Mazák na svahu Lysé hory                                       |             |
| Hartisov                      |         | Frýdek-Místek | Staré Hamry         | Staré Hamry 79      | při modré turistické značce mezi Gruní a Konečnou                    |             |
| Hubertov                      |         | Bruntál       | Karlova Studánka    | Karlova Studánka 30 |                                                                      |             |
| Hubertova chata               |         | Frýdek-Místek | Čeladná             |                     | v PR Smrk při červené turistické značce mezi Smrkem a Horní Čeladnou |             |
| Jakartovice                   |         | Opava         | Jakartovice         | Jakartovice 62      | v lese mezi Jakartovicemi a Břidlicovými lomy Jakartovice            |             |
| Pleniska                      |         | Frýdek-Místek | Písek u Jablunkova  |                     |                                                                      |             |
| Prstná                        |         | Karviná       | Petrovice u Karviné | Prstná 1            |                                                                      | empír       |
| Šilheřovice (lovecký zámeček) |         | Opava         | Šilheřovice         | Zámecká 4           | v areálu zámeckého parku zámku Šilheřovice                           | romantismus |

## Zlínský kraj
| Zámek        | Obrázek | Okres            | Obec         | Adresa               | Lokace                                                  | Sloh   |
| ------------ | ------- | ---------------- | ------------ | -------------------- | ------------------------------------------------------- | ------ |
| Lešná        |         | Zlín             | Zlín-Štípa   | Lukovská 112         | v areálu ZOO Zlín-Lešná                                 | secese |
| Smraďavka    |         | Uherské Hradiště | Buchlovice   | Smraďavka 416        | součást lázeňského areálu                               |        |
| Strání       |         | Uherské Hradiště | Strání       | náměstí U Zámečku 71 |                                                         | baroko |
| Rajnochovice |         | Kroměříž         | Rajnochovice | Rajnochovice 12      |                                                         | baroko |
| Trubiska     |         | Vsetín           | Pozděchov    |                      | při zelené turistické značce mezi Neratovem a Ploštinou |        |

## Možné lovecké zámečky
Jedná se o objekty označované jako lovecký zámeček, ale zatím se nepodařilo najít hodnověrný zdroj tohoto tvrzení.
- Černčice[31]
- Olešnice v Orlických horách[32]
- Podčejk[33]

## Zaniklé lovecké hrádky a zámečky
| Objekt                  | Typ             | Kraj            | Okres             | Doba vzniku          | Doba zániku            | Fotka |
| ----------------------- | --------------- | --------------- | ----------------- | -------------------- | ---------------------- | ----- |
| Alfrédova chata         | lovecký zámeček | Moravskoslezský | Bruntál           | okolo r. 1898        | 2002                   |       |
| Bartovice               | lovecký zámeček | Moravskoslezský | Ostrava-město     | před r. 1650         | 60. léta 20. století   |       |
| Bynovec                 | lovecký zámeček | Ústecký         | Děčín             | okolo r. 1750        | 1846                   |       |
| Cikánka                 | lovecký zámeček | Praha           |                   | 18. století          | 2018                   |       |
| Dobratice               | lovecký zámeček | Moravskoslezský | Frýdek-Místek     | 18. století          |                        |       |
| Dunkelsberg             | lovecký zámeček | Karlovarský     | Karlovy Vary      | 1850                 | 1953                   |       |
| Juliusburg              | lovecký zámeček | Jihomoravský    | Vyškov            | 50. léta 18. století | asi 1758               |       |
| Kamenice                | lovecký zámeček | Karlovarský     | Sokolov           | 1756                 | 60. léta 20. století   |       |
| Karlův zámeček          | lovecký zámeček | Vysočina        | Jihlava           | 1685                 | 1998                   |       |
| Katzelsdorfská myslivna | lovecký zámeček | Jihomoravský    | Břeclav           | 1819                 | 1956                   |       |
| Lázně Letiny            | lovecký zámeček | Plzeňský        | Plzeň-jih         | okolo r. 1700        | 1988                   |       |
| Ledebour                | lovecký zámeček | Ústecký         | Ústí nad Labem    |                      | 1950                   |       |
| Lusthaus                | lovecký zámeček | Pardubický      | Ústí nad Orlicí   | 1806                 | 1936                   |       |
| Maříž                   | lovecký zámeček | Jihočeský       | Jindřichův Hradec |                      | 50. léta 20. století   |       |
| Na Tokáni               | lovecký zámeček | Ústecký         | Děčín             | 1855                 | 1905                   |       |
| Otrokovice              | lovecký zámeček | Zlínský         | Zlín              | před r. 1767         | před r. 1977           |       |
| Pražmo                  | lovecký zámeček | Moravskoslezský | Frýdek-Místek     | před r. 1664         | 1. třetina 19. století |       |
| Rakovec                 | lovecký zámeček | Jihomoravský    | Blansko           | po r. 1850           | 2010/2011              |       |
| Smědava                 | lovecký zámeček | Liberecký       | Liberec           | 1910                 | 1969                   |       |
| Šternberk u Brtníků     | lovecký zámeček | Ústecký         | Děčín             | 1772                 | 1994                   |       |
| Zbinsko                 | lovecký zámeček | Liberecký       | Česká Lípa        |                      | okolo r. 1850          |       |
| Žofín                   | lovecký zámeček | Jihočeský       | Český Krumlov     | 1852                 | 1980                   |       |